# 维勒马涅-拉让蒂耶尔
维勒马涅-拉让蒂耶尔（法語：Villemagne-l'Argentière，法語發音：[vilmaɲ laʁʒɑ̃tjɛʁ]）是法国埃罗省的一个市镇，属于贝济耶区。

## 地理
维勒马涅-拉让蒂耶尔（43°37'4"N, 3°7'10"E）面积8.06 平方千米，位于法国奧克西塔尼大區埃罗省，该省份为法国南部沿海省份，南濒地中海，西南接奥德省，西北接塔恩省和阿韦龙省，东北与加尔省接壤。
与维勒马涅-拉让蒂耶尔接壤的市镇（或旧市镇、城区）包括：贝达里约、埃雷皮扬、勒普拉达勒、托萨克拉比利耶尔、奥尔布河畔拉图尔。

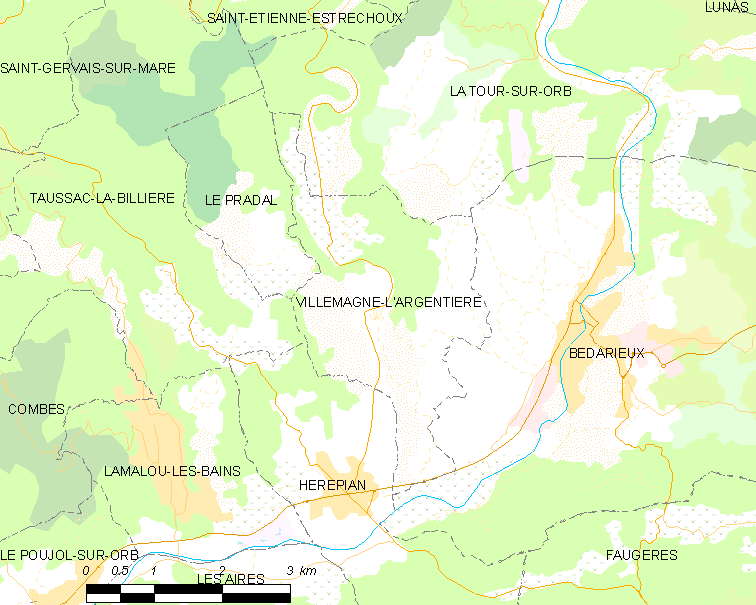
维勒马涅-拉让蒂耶尔的OSM定位图

维勒马涅-拉让蒂耶尔的时区为UTC+01:00、UTC+02:00（夏令时）。

## 行政
维勒马涅-拉让蒂耶尔的邮政编码为34600，INSEE市镇编码为34335。

## 政治
维勒马涅-拉让蒂耶尔所属的省级选区为克莱蒙莱罗县。

## 人口

1962-2008年间维勒马涅-拉让蒂耶尔人口变化图示

维勒马涅-拉让蒂耶尔于2022年1月1日时的人口数量为420人。